# Saint-Pierre-de-Nogaret
Saint-Pierre-de-Nogaret is een gemeente in het Franse departement Lozère (regio Occitanie) en telt 155 inwoners (2005). De plaats maakt deel uit van het arrondissement Mende.

## Geografie
De oppervlakte van Saint-Pierre-de-Nogaret bedraagt 17,1 km², de bevolkingsdichtheid is 9,1 inwoners per km².
De onderstaande kaart toont de ligging van Saint-Pierre-de-Nogaret met de belangrijkste infrastructuur en aangrenzende gemeenten.

## Demografie
Onderstaande figuur toont het verloop van het inwonertal (bron: INSEE-tellingen).